# The Hypocrites
The Hypocrites er en britisk stumfilm fra 1916 af George Loane Tucker.

## Medvirkende
- Elisabeth Risdon som Rachel Neve.
- Charles Rock som Squire Wilmore.
- Cyril Raymond som Leonard Wilmore.
- Douglas Munro som Sir John Plugenet.
- Hayford Hobbs som Edgar Linnell.